# Tatarki (Wilczęta)
Pour les articles homonymes, voir Tatarki.
Tatarki est un village polonais de la voïvodie de Varmie-Mazurie, dans le powiat de Braniewo.